# Анђелка Атанасковић
Анђелка Атанасковић (Трстеник, 1958) је српски машински инжењер и политичарка, министарка привреде Републике Србије. Била је директорка трстеничког предузећа „Прва петолетка - наменска” од 2014. до 2020. године.

## Биографија
Рођена је 1958. године у Трстенику. Ту је завршила основну школу и средњу техничку школу. Дипломирала је 1982. године на Машинском факултету у Београду (одељење у Краљеву). Чим је дипломирала запослила се у предузећу „Прва петолетка - наменска”. У почетку је радила на одељењу за машинску производњу, а касније је постала директор контроле. Године 2014. је именована на функцију генералног директора овог предузећа где оснажује пословну политику, унапређује стручни кадар, набавку нових машина и опреме у процесу производње и проширује инострано тржиште. Свим овим потезима је спасила компанију која је била пред затварањем, а иначе је годинама важила за гиганта трстеничког краја. Атанасковићева јој је својим пожртвованим радом повратила стару славу. Године 2018. је почела да ради на поновном отварању некадашњег „Петолеткиног” погона у Лепосавићу. 
Од 2004. до 2008. је била чланица Српске радикалне странке и одборница у локалном парламенту. Потом је прешла у Српску напредну странку. Године 2016. је поново изабрана за одборницу и на том положају је била до 2020. године када је предложена за министарку привреде Републике Србије. 
Те 2016. је проглашена и за најбољег менаџера Југоисточне Европе.